# Euphorbia longistyla
Euphorbia longistyla är en törelväxtart som beskrevs av Pierre Edmond Boissier. Euphorbia longistyla ingår i släktet törlar, och familjen törelväxter. Inga underarter finns listade i Catalogue of Life.